# Heinrich XXIV. (Reuß-Greiz)

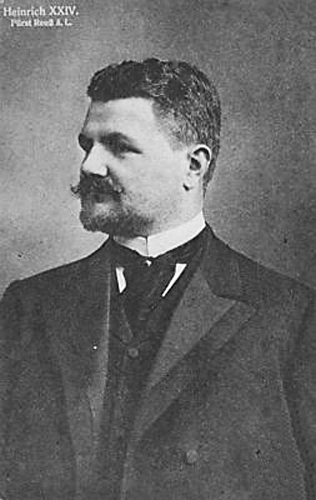
Heinrich XXIV.

Heinrich XXIV., Fürst Reuß älterer Linie, Graf und Herr zu Plauen, Herr zu Greiz, Kranichfeld, Gera, Schleiz und Lobenstein (* 20. März 1878 in Greiz; † 14. Oktober 1927 ebenda) trug vom 19. April 1902 bis 10. November 1918 den Fürstentitel.  

## Leben
Er war der einzige Sohn des Fürsten Heinrich XXII. Reuß älterer Linie und seiner Gemahlin Ida zu Schaumburg-Lippe (1852–1891). 
Wegen seiner körperlichen und geistigen Gebrechen infolge eines Unfalls in seiner Kindheit war er regierungsunfähig, das Fürstentum stand vom 19. April 1902 bis 15. Oktober 1908 unter Regentschaft von Heinrich XIV. Fürst Reuß jüngerer Linie, danach unter Regentschaft von Heinrich XXVII. Erbprinz und Fürst (ab 1913) Reuß jüngerer Linie.
Nach dem Ende der Monarchie behielt er das Wohnrecht im Unteren Schloss bis zu seinem Tode 1927. Mit Heinrich XXIV. starb die ältere Linie des Hauses Reuß aus.